# Hollie McNish
Pour les articles homonymes, voir McNish.
Hollie McNish, également connue sous le pseudonyme de Hollie Poetry, est une poétesse et slammeuse anglaise née en 1983.

## Biographie
Hollie McNish grandit dans un village à proximité de la ville Reading en Angleterre. Originaires de Glasgow, sa mère est infirmière et son père travaille dans l’informatique. Elle se tourne vers la poésie à l’âge de sept ans, alors en colère contre les gens qui laissent tomber des déchets sur le sol. Elle poursuit son apprentissage des mots en rédigeant instinctivement ses notes universitaires et compositions personnelles en vers. Elle intègre ensuite l'Université de Cambridge où elle étudie les langues modernes et médiévales dont le français et l’allemand.

## Carrière professionnelle
Après l'université, Hollie McNish démarre à temps partiel, un master en développement international et en économie à l'École des études orientales et africaines de Londres. Un soir, elle décide de se produire dans un café de poésie à Covent Garden et interprète deux de ses poèmes. Ses textes retiennent l’attention et l’auteure se voit offrir la possibilité d’une soirée entière autour de sa poésie.
En 2009, elle remporte le UK Slam Poetry Competition et termine troisième dans la finale du World Poetry Slam. Une collection de ses poèmes, Papers, est publiée par Greenwich Exchange en 2012.
Un certain nombre de vidéos de l’auteure-interprète deviennent virales et cette notoriété lui permet d’enregistrer un premier album, Versus, sorti en septembre 2014 sous le pseudonyme Hollie Poetry. Elle est la première poétesse à enregistrer un album à Abbey Road Studios. Hollie McNish collabore notamment avec Kate Tempest et George the Poet qui l’accompagnent sur scène lors de sa tournée en 2015. La même année, elle est lauréate du Arts Foundation Award 2015 pour ses différentes prestations.
La poétesse s’empare de thèmes féminins généralement peu abordés dans les anthologies de poésie moderne tels l’allaitement maternel et les relations sexuelles après une naissance. Sa performance du texte Embarrassed, qui relate le fait d'allaiter sa fille dans des toilettes publiques à cause de la stigmatisation de l'allaitement dans les espaces publics, a été partagée plus d'un million de fois et l'Unicef l'a invité à participer à une conférence sur l'alimentation infantile et la mortalité.
Dans le recueil Nobody Told Me publié en 2016, l’auteure réunit l’ensemble des poèmes et entrées de journal rédigés à partir du jour de la découverte de sa grossesse en 2010 jusqu’aux trois ans de sa fille. Pour Hollie McNish, l'amour parental exprimé dans les films et les livres pour enfants est trop idéalisé et éloigné de l'expérience de la plupart des gens. Sous forme de lettres d’amour adressées à sa fille, elle tente de déculpabiliser les mères en croquant joyeusement les aspects positifs et négatifs de sa maternité. 
En février 2016, le programme Woman's Hour de la BBC Radio 4 diffuse une courte série intitulée « Devenir mère : une tasse de thé chaude avec Hollie McNish » adaptée de l’ouvrage Nobody Told Me. En mars 2017, elle le prix Ted Hughes 2016 pour ce même travail d’écriture,.
En 2017, elle participe à l'écriture de Offside aux côtés de Sabrina Mafouz (en). La pièce raconte l'histoire du football féminin au Royaume-Uni à travers les yeux d'une footballeuse professionnelle contemporaine qui cherche à trouver un avenir dans le jeu en explorant son passé.
En mai 2021, elle publie Slug...and other things i'm told to hate, un recueil de poèmes et de textes en prose qui traitent de sujets tels que ses relations avec sa grand-mère, les contradictions de l'éducation sexuelle ou encore la maternité.  

## Publications
- Papers, Greenwich Exchange Ltd , 76p, 2012,  (ISBN 1906075670)
- Cherry Pie, Burning Eye Books, 92p, 2015,  (ISBN 1909136557)
- Plum, Picador Poetry, 134p, 2017,  (ISBN 1509815767)
- Nobody Told Me : Poetry and Parenthood, Little, Brown Book Group, 480p, 2017,  (ISBN 0349134510)
- Offside, Sabrina Mahfouz, Hollie McNish, Bloomsbury Publishing, Modern Plays, 72p, 2017,  (ISBN 1350040770)
- Slug...and other things i'm told to hate, Fleet Publishing, 496p, 2021,  (ISBN 9780349726359)

## Albums
- 2014 : Versus, Yup!

## Distinctions
- 2009 : Premier prix, UK Slam Poetry Competition
- 2015 : Arts Foundation Award
- 2017 : Prix Ted Hughes 2016, Nobody Told Me